# Molunat
Molunat (italsky Molonta) je vesnice a přímořské letovisko v jižní Dalmácii. Administrativně je součástí opčiny Konavle. Molunat patří k nejjižnějším sídlům i přístavům v Chorvatsku; nachází se u hranice s Černou Horou a po Vitaljině je druhým nejjižnějším chorvatským sídlem. Drtivá většina obyvatel obce je chorvatské národnosti. V roce 2011 žilo v Molunatu 212 obyvatel.

## Historie
Poblíže Konavle se jedná spolu s městem Cavtat o jediné sídlo, které se nachází na mořském pobřeží. Důvodem, že úsek pobřeží mezi Herceg Novým a Cavtatem není osídlem, je především velmi prudký kamenitý svah, který ústí prudce do moře (tzv. Stijene Konavoske). Molunat vznikl na místě menšího zálivu (Uvala Podemetale) a v blízkosti ostrovů Veliki a Mali Školj. Název obce pochází z řeckého molos, což znamená přístav.
Molunat byl osídlen již ve starověku. V 15. století se stal administrativně součástí Republiky Dubrovník, stejně jako celý region Konavle. Vzhledem k tomu, že se obec nacházela na břehu nepříliš úrodných kopců a daleko od Konavelského pole, bylo jedinou možností obživy pro obyvatele Molunatu po staletí rybářství. Dubrovničané zde nechali v letech 1468–1471 vybudovat zeď, která se dochovala v určité podobě do dnešních dnů. Měla chránit sídlo před případnými nájezdy z vnitrozemí. Během archeologického průzkum v 60. letech zde byly rovněž nalezeny pozůstatky římského divadla. Rovněž zde také byly ve stejné době nalezeny pozůstatky ruské lodě z přelomu 18. a 19. století, kterou nechalo potopit francouzské námořnictvo. Molunat, stejně jako celou jižní Dalmácii získali na počátku 19. století Francouzi, ale po Vídeňském kongresu v roce 1815 připadla Rakousku.
Moderní rozvoj obce přinesl až turistický ruch, který zde umožnil rozvoj ubytovacích kapacit, především kempů a apartmánů. Díky tomu zde začal růst počet obyvatel; postupně získala obec vlastní kostel (zasvěcený sv. Mikuláši) i hřbitov. V roce 1890 měla vesnice 38 obyvatel, roku 1910 již 52. Od roku 1918 byla součástí Jugoslávie, za druhé světové války byla okupována fašistickou Itálií. Jako jedno z mála pobřežních míst nebyla odstoupena Itálii po rozdělení Jugoslávie v roce 1941. V roce 1991 byl Molunat předmětem bojů mezi chorvatskými ozbrojenci a Jugoslávskou lidovou armádou. Armáda obec vyplenila a vypálila a místní obyvatelstvo bylo nuceno uprchnout do vnitrozemí. Do Molunatu se vrátilo až v říjnu 1992. Poté byla obec obnovena do současné podoby.
Do roku 2014 měla vesnice vlastní školu.
V dnešní době je přírodní okolí obce chráněno jako přírodní rezervace. Oba zálivy, které se nacházejí v blízkosti Molunatu, mají průzračnou vodu a jsou častým cílem pro potápěče. Malá část obyvatelstva se věnuje pěstování oliv a případně vína.